# Кушалино (Рамешковский район)
Куша́лино — село в Рамешковском районе Тверской области. На начало 2008 года население — 1080 жителей.

## География
Расположено в 24 км к югу от Рамешек и в 35 км к северу от Твери, близ реки Кушалка (притока реки Медведицы), на старом Бежецком шоссе, где от него отходит шоссе Р86 на Калязин. Трасса Р84 обходит село с востока.

## История

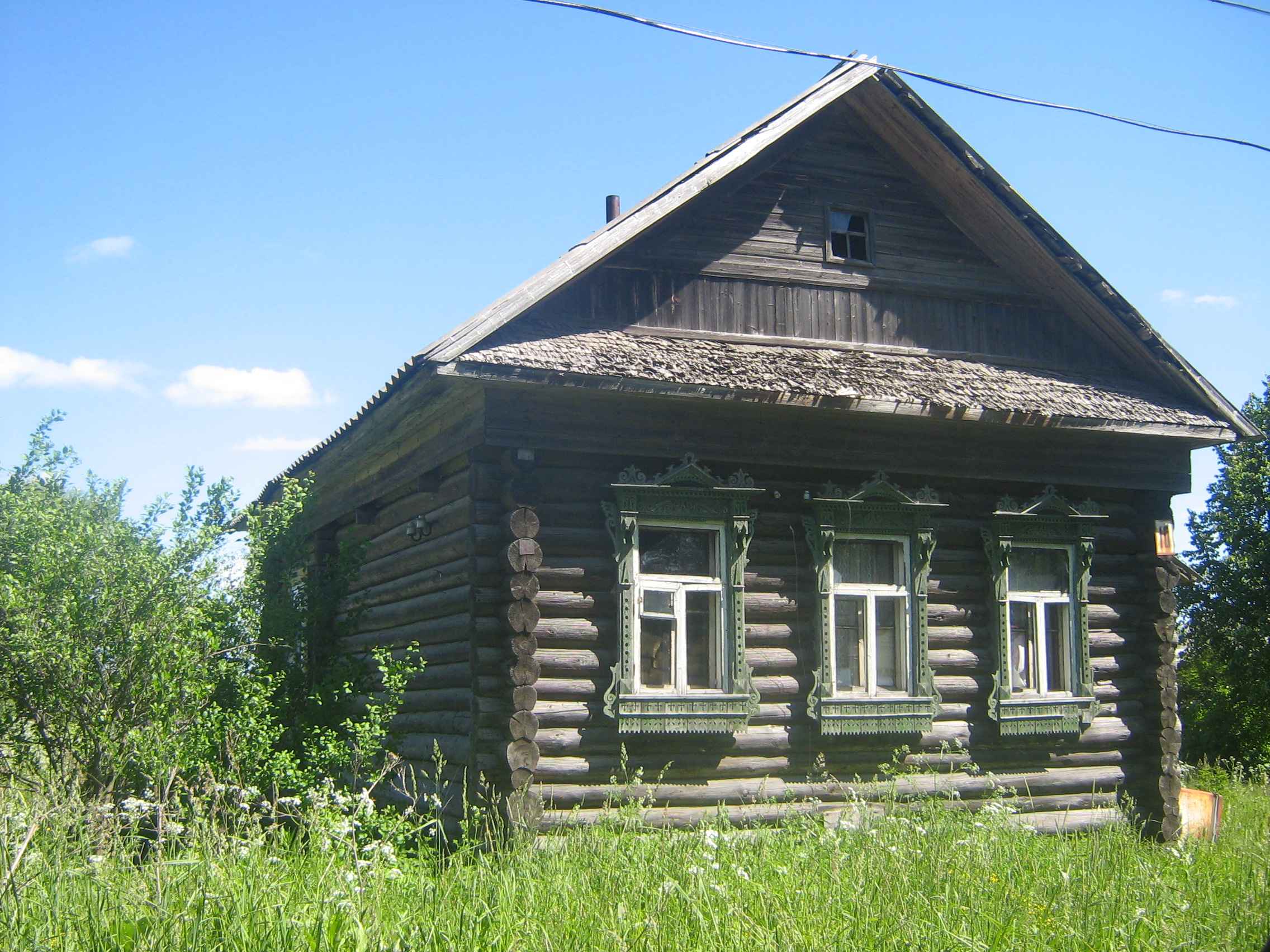
Русская изба в селе Кушалино Рамешковского района Тверской области

Старинное тверское село. До 1580 года было вотчиной князей Дорогобужских — потомков великих Тверских князей. С 1583 года — во владении Симеона Бекбулатовича, в правление Годунова он был сослан сюда. В это время в селе существовал Архангельский монастырь. С XVII века село было монастырским (до 1764 года, когда стало государственным).
- В 1859 году в русском казённом селе Кушалино 122 двора, 1013 жителей.
- В 1886 году в селе Кушалино Арининской волости Тверского уезда жили бывшие государственные крестьяне, русские, насчитывалось 202 двора, 1199 человек (569 мужчин и 630 женщин). 214 жилых, 760 нежилых построек, 6 улиц, 2 посада, 7 двухэтажных деревянных домов, 15 колодцев, на действительной военной службе находилось 11 человек. Грамоту знали 227 мужчин и 37 женщин, учились 35 мальчиков и 23 девочки. Нищенствовали 18 человек.

В селе имелась общественная мельница на реке Кушалке, два трактира, две чайных, семь мелочных лавок, три кузницы, три портновских мастерских, дегтярный завод, две красильни. Дети учились в земском училище, открытом в 1844 году. Верующие посещали три церкви: Смоленской Божией Матери Одигитрии, Михаила Архангела и Духовскую. Главная достопримечательность сегодня - шатровая церковь Смоленской иконы Божией Матери 1592 г. постройки.
- В 1918—1925 годах Кушалино — центр одноименной волости Тверского уезда.
- В 1919 году в Кушалино 234 двора, 1490 жит.
- С 1935 по 1956 год село являлось центром Кушалинского района Калининской области. В нём функционировали все штатные районные организации, работала средняя школа, больница, другие социально-бытовые учреждения.

- В 1941—1942 гг. в Кушалино и близлежащей деревне Чернево размещался штаб Калининского фронта. В здании школы работал полевой передвижной госпиталь. В это время село часто подвергалось бомбардировке немецкой авиацией. Из жителей села на фронтах погибли 155 человек. В селе — братская могила воинов, умерших от ран в 1941—1943 годах.
- В 2001 году в селе 370 домов (квартир), в них постоянно проживали 969 человек, 78 домов — собственность наследников и дачников.

## Население
| 1859  | 1886  | 1919  | 1939  | 1989 | 1997 | 2002  |
| ----- | ----- | ----- | ----- | ---- | ---- | ----- |
| 1013  | ↗1199 | ↗1490 | ↗1521 | ↘953 | ↘926 | ↗1061 |
| 2008  | 2010  |       |       |      |      |       |
| ↗1080 | ↗1162 |       |       |      |      |       |

## Инфраструктура
В Кушалино — администрация сельского поселения Кушалино, средняя школа, детский сад, выездная скорая, ДК, библиотека, отделение связи, магазины. Работают участок электросетей, дорожный участок, молокозавод, лесхоз, пилорамы. В селе 1 площадь, 13 улиц и 2 посёлка — Электросетей и МКМ (межколхозные мастерские).

## Достопримечательности
Сохранились шатровая церковь Смоленской Богоматери (1592), Духовская церковь с росписями (1842).